# Anna Maria Cauwet-Marc
Anna Maria Cauwet-Marc (Perpinyà, 1938) és una botànica i cariòloga de la Catalunya Nord.
Estudiosa de la sistemàtica i la cariologia de les umbel·líferes, principalment de les pirinenques, ha dirigit d'ençà del 1978 el Laboratori de Botànica de la Universitat de Perpinyà; és professora emèrita de Biologia Vegetal a la Universitat de Perpinyà. Des de 1966 és membre de la Société Botanique de France.
Ha participat en seminaris sobre etnobotànica a Barcelona, ha fet estudis –i n'ha publicat articles– sobre la botànica dels arxipèlags macaronèsics de l'Atlàntic central pròxim a la Mediterrània i del Marroc i ha contribuït a l'edició de vocabularis quadrilingües català-castellà-francès-anglès.